# Thomas Neylon
Thomas Joseph Neylon (ur. 16 lutego 1958 w Warrington) – brytyjski duchowny rzymskokatolicki, biskup pomocniczy Liverpoolu od 2021.

## Życiorys

### Prezbiterat
Święcenia kapłańskie przyjął 31 maja 1982 i został inkardynowany do archidiecezji Liverpoolu. Pracował jako duszpasterz parafialny. W 2007 mianowany także wikariuszem generalnym archidiecezji.

### Episkopat
6 lipca 2021 papież Franciszek mianował go biskupem pomocniczym archidiecezji Liverpoolu, ze stolicą tytularną Plestia. Sakry biskupiej udzielił mu 3 września 2021 w archikatedrze Chrystusa Króla w Liverpoolu miejscowy arcybiskup metropolita Malcolm McMahon. 